# Liste des épisodes de Sherlock

Logo de la série.

Cette page recense la liste des épisodes de la série télévisée britannique Sherlock.

## Aperçu
| Saisons | Saisons | Épisodes | Diffusion originale | Diffusion originale | DVD               | DVD             |
| Saisons | Saisons | Épisodes | Début de saison     | Fin de saison       | Zone 2            | Zone 1          |
| ------- | ------- | -------- | ------------------- | ------------------- | ----------------- | --------------- |
|         | 1       | 3        | 25 juillet 2010     | 8 août 2010         | 1er décembre 2011 | 9 novembre 2010 |
|         | 2       | 3        | 1er janvier 2012    | 15 janvier 2012     | 8 janvier 2013    | 22 mai 2012     |
|         | 3       | 3        | 1er janvier 2014    | 12 janvier 2014     | 23 juillet 2014   | 11 février 2014 |
|         | 4       | 3        | 1er janvier 2017    | 15 janvier 2017     | 7 avril 2017      | 24 janvier 2017 |

## Liste des épisodes

### Saison 1 (2010)
| N° | # | Titre                                | Réalisateur   | Scénariste       | Diffusion originale         | Diffusions francophones            | Audiences                            |
| --- | - | ------------------------------------ | ------------- | ---------------- | --------------------------- | ---------------------------------- | ------------------------------------ |
| 1 | 1 | Une étude en rose A Study in Pink    | Paul McGuigan | Steven Moffat    | 25 juillet 2010 sur BBC One | FR : 1er janvier 2011 sur France 4 | UK : 9,23 millions FR : 1,15 million |
| Héros de guerre et invalide depuis l'Afghanistan, le Dr Watson fait la connaissance d'un personnage étrange et fascinant, un certain Sherlock Holmes, à la recherche, comme lui d'un colocataire. Dans le même temps, une vague incompréhensible de suicides déroute Scotland Yard. Seul Holmes peut les aider. |   |                                      |               |                  |                             |                                    |                                      |
| 2 | 2 | Le Banquier aveugle The Blind Banker | Euros Lyn     | Stephen Thompson | 1er août 2010 sur BBC One   | FR : 8 janvier 2011 sur France 4   | UK : 8,07 millions FR : 1,05 million |
| Un message mystérieux est gribouillé sur les murs autour de Londres. La première personne à voir ce message est morte quelques heures après sa lecture. Sherlock se plonge dans un monde de codes et des symboles, consultant les meilleurs artistes de graffiti de Londres. Il apprend bientôt que la ville est sous l'emprise d'un gang de contrebandiers internationaux, une société secrète appelée le Lotus noir. |   |                                      |               |                  |                             |                                    |                                      |
| 3 | 3 | Le Grand Jeu The Great Game          | Paul McGuigan | Mark Gatiss      | 8 août 2010 sur BBC One     | FR : 15 janvier 2011 sur France 4  | UK : 9,18 millions FR : 0,82 million |
| Un indice étrange dans une pièce vide, une voiture imbibée de sang, une peinture sans prix, un poseur de bombe dérangé. Avec un temps limite avant la prochaine explosion, une bataille d'esprits se joue entre Sherlock, John et le mystérieux inconnu qui semble connaître toutes les réponses... |   |                                      |               |                  |                             |                                    |                                      |

### Saison 2 (2012)
| N° | # | Titre                                               | Réalisateur   | Scénariste       | Diffusion originale          | Diffusions francophones        | Audiences                            |
| --- | - | --------------------------------------------------- | ------------- | ---------------- | ---------------------------- | ------------------------------ | ------------------------------------ |
| 4 | 1 | Un scandale à Buckingham A Scandal in Belgravia     | Paul McGuigan | Steven Moffat    | 1er janvier 2012 sur BBC One | FR : 21 mars 2012 sur France 4 | UK : 10,66 millions FR : 1,1 million |
| À la suite d'un coup de fil étrange, le face à face entre Sherlock et Moriarty prend fin de manière inattendue. Plus tard, le détective est interrompu dans une de ses enquêtes et est conduit avec Watson au palais de Buckingham. En effet, la dominatrice Irene Adler possède des photos compromettantes d'une princesse royale et Sherlock est engagé pour les récupérer. Cependant, après avoir fait connaissance de la brillante Irene, il se rend compte qu'elle a des preuves beaucoup plus dangereuses en sa possession. |   |                                                     |               |                  |                              |                                |                                      |
| 5 | 2 | Les Chiens de Baskerville The Hounds of Baskerville | Paul McGuigan | Mark Gatiss      | 8 janvier 2012 sur BBC One   | FR : 28 mars 2012 sur France 4 | UK : 10,27 millions FR : 1,5 million |
| Sherlock et John sont contactés par Henry Knight, un jeune homme tourmenté par les souvenirs traumatiques qu'il a de la mort de son père, tué par un monstrueux molosse vingt ans plus tôt. Henry est persuadé que la base militaire de Baskerville est utilisée par le gouvernement pour créer des animaux mutants. Holmes et Watson se rendent donc dans le Dartmoor pour enquêter. |   |                                                     |               |                  |                              |                                |                                      |
| 6 | 3 | La Chute du Reichenbach The Reichenbach Fall        | Toby Haynes   | Stephen Thompson | 15 janvier 2012 sur BBC One  | FR : 4 avril 2012 sur France 4 | UK : 9,78 millions FR : 1,2 million  |
| La tour de Londres, la prison de Pentonville, la Banque d’Angleterre. Tous cambriolés le même jour ! Seul James Moriarty, plus grand criminel de son époque, est capable d’une telle chose. Mais pourquoi n’a-t-il rien volé ? |   |                                                     |               |                  |                              |                                |                                      |

### Mini-épisode Spécial Noël (2013)
| N° | # | Titre              | Réalisateur | Scénariste                   | Diffusion originale          | Diffusions francophones | Audiences |
| --- | - | ------------------ | ----------- | ---------------------------- | ---------------------------- | ----------------------- | --------- |
| - | 0 | Many Happy Returns |             | Mark Gatiss et Steven Moffat | 24 décembre 2013 sur BBC One |                         |           |
| Anderson est persuadé que Sherlock est encore en vie après sa chute deux ans plus tôt. Il confie à Lestrade ses théories, basées sur une série d'événements au Tibet, en Inde ou en Allemagne qui porteraient selon lui la marque du détective, et sur la certitude que celui-ci est incapable de s'arrêter d'enquêter. Lestrade est dubitatif et répond à Anderson que Sherlock est bel et bien mort. Il rend ensuite visite à John – qui a déménagé de Baker Street après la mort de son ami – et lui remet quelques objets que Sherlock avait laissé à Scotland Yard avant de disparaître, notamment une vidéo qu'il aurait enregistrée pour l'anniversaire de John. |   |                    |             |                              |                              |                         |           |

### Saison 3 (2014)
| N° | # | Titre                                 | Réalisateur     | Scénariste       | Diffusion originale          | Diffusions francophones         | Audiences              |
| --- | - | ------------------------------------- | --------------- | ---------------- | ---------------------------- | ------------------------------- | ---------------------- |
| 7 | 1 | Le Cercueil vide The Empty Hearse     | Jeremy Lovering | Mark Gatiss      | 1er janvier 2014 sur BBC One | FR : 3 avril 2014 sur France 4  | UK : FR : 1,3 million  |
| Après deux ans passés en souterrain à démanteler le réseau de Moriarty, Sherlock est rappelé à Londres par Mycroft pour empêcher un attentat terroriste. Sherlock souhaite retrouver l'aide de Watson, mais celui-ci a tourné la page et s'est fiancé.                     |   |                                       |                 |                  |                              |                                 |                        |
| 8 | 2 | Le Signe des trois The Sign of Three  | Colm McCarthy   | Stephen Thompson | 5 janvier 2014 sur BBC One   | FR : 10 avril 2014 sur France 4 | UK : FR : 1,06 million |
| Sherlock est le témoin de mariage de Watson, une position très inconfortable pour le détective. Au cours de son discours pendant le repas, le détective décide donc d'évoquer deux affaires qu'ils ont menées ensemble et qui pourraient être résolues pendant le mariage. |   |                                       |                 |                  |                              |                                 |                        |
| 9 | 3 | Son dernier coup d'éclat His Last Vow | Nick Hurran     | Steven Moffat    | 12 janvier 2014 sur BBC One  | FR : 17 avril 2014 sur France 4 | UK : FR : 1,03 million |
| Sherlock a disparu depuis un mois quand Watson le retrouve dans un repaire de drogués. Il affirme qu'il enquête sur Charles Augustus Magnussen, un magnat de la presse et maître chanteur que Mycroft considère comme un mal nécessaire.                                   |   |                                       |                 |                  |                              |                                 |                        |

### Spécial (2016)
| N° | # | Titre                                    | Réalisateur       | Scénariste                   | Diffusion originale          | Diffusions francophones       | Audiences                            |
| --- | - | ---------------------------------------- | ----------------- | ---------------------------- | ---------------------------- | ----------------------------- | ------------------------------------ |
| 10 |   | L'Effroyable Mariée The Abominable Bride | Douglas Mackinnon | Steven Moffat et Mark Gatiss | 1er janvier 2016 sur BBC One | FR : 19 mai 2016 sur France 4 | UK : 11,64 millions FR : 1,1 million |
| Sherlock, sous l'influence de la drogue, entre dans son palais mental afin de résoudre un crime datant de l'époque victorienne concernant une mariée se tirant dans la tête avant de se relever de la tombe pour tuer son époux. S'il résout ce crime, cela pourrait l'aider à comprendre comment Moriarty s'est lui aussi relevé d'entre les morts après s'être lui-même similairement tiré dans la tête. Il résout le crime, concluant que Moriarty est en fait bien mort, mais avait planifié les événements à venir après sa mort. Un épisode sous le thème de l'époque victorienne dont le titre original vient d'une citation ("Ricoletti of the club foot and his abominable wife") extraite de "The Adventure of the Musgrave Ritual", qui fait référence à un cas mentionné par Sherlock Holmes. |   |                                          |                   |                              |                              |                               |                                      |

### Saison 4 (2017)
| N° | # | Titre                                       | Réalisateur    | Scénariste                   | Diffusion originale          | Diffusions francophones        | Audiences                |
| --- | - | ------------------------------------------- | -------------- | ---------------------------- | ---------------------------- | ------------------------------ | ------------------------ |
| 11 | 1 | Les six Thatcher The Six Thatchers          | Rachel Talalay | Mark Gatiss                  | 1er janvier 2017 sur BBC One | FR: 16 mars 2017 sur France 4  | UK : 11,33 millions FR : |
| Avec le retour de Moriarty annoncé à travers Londres, le gouvernement britannique décide de blanchir Sherlock Holmes de la mort de Charles Augustus Magnussen. De retour à Baker Street et alors que John et Mary Watson deviennent parents, le détective attend le prochain coup du criminel. L'affaire étrange de la mort d'un adolescent va mener Sherlock Holmes sur la piste d'un homme traquant une série de bustes de Margaret Thatcher. |   |                                             |                |                              |                              |                                |                          |
| 12 | 2 | Le détective affabulant The Lying Detective | Nick Hurran    | Steven Moffat                | 8 janvier 2017 sur BBC One   | FR: 23 mars 2017 sur France 4  | UK : 9,53 millions FR :  |
| Sherlock s’attaque à l’ennemi le plus terrifiant de sa carrière : le puissant Culverton Smith, un homme qui détient un très sombre secret. |   |                                             |                |                              |                              |                                |                          |
| 13 | 3 | Le dernier problème The Final Problem       | Ben Caron      | Steven Moffat et Mark Gatiss | 15 janvier 2017 sur BBC One  | FR : 30 mars 2017 sur France 4 | UK : 9,06 millions FR :  |
| Des secrets enterrés depuis fort longtemps referont surface grâce aux talents d’investigateurs de notre binôme favori. Depuis le début, quelqu’un a joué un double jeu. Seul et sans défense, Sherlock et le docteur Watson vont maintenant devoir faire face à leur plus grand défi… La partie est-elle enfin terminée ? |   |                                             |                |                              |                              |                                |                          |